# Narròssa
Narròssa (en francès Narrosse) és un municipi francès situat al departament de les Landes i a la regió de la Nova Aquitània.

## Demografia
| 1962                                       | 1968 | 1975  | 1982  | 1990  | 1999  | 2007  |
| ------------------------------------------ | ---- | ----- | ----- | ----- | ----- | ----- |
| 849                                        | 932  | 1.220 | 1.607 | 2.204 | 2.507 | 2.801 |
| Des de 1962: població sense dobles comptes |      |       |       |       |       |       |

## Administració
| Període | Identitat              | Partit |
| ------- | ---------------------- | ------ |
| 2001-   | Jean Claude Lacrouzade |        |

## Personatges il·lustres
- André Darrigade, ciclista